# Drosendorf Stadt
Drosendorf Stadt ist eine Ortschaft und eine Katastralgemeinde der Stadtgemeinde Drosendorf-Zissersdorf im Bezirk Horn im niederösterreichischen Waldviertel mit 504 Einwohnern (Stand 1. Jänner 2024).

## Geografie
Der Stadtteil befindet sich auf einer nach Westen hin abfallenden Hochfläche, die an drei Seiten von der Thaya umspült wird. Er umfasst den historischen Hauptplatz samt dem Schloss Drosendorf sowie die darunter liegende und im 20. Jahrhundert auf den Spitaläckern errichtete Einfamilienhaussiedlung, die bis zur Spitalmühle reicht. Am 1. April 2020 zählte die Ortschaft 354 Adressen.

## Geschichte
Die von einer Mauer umgebene Stadt war über zwei Tore zu betreten, dem Hornertor und dem Raabsertor. Durch die Stadt führte die Commerzialstraße nach Waidhofen an der Thaya. An der Thaya befanden sich drei Mühlen, die Spitalmühle, die Bruckmühle und die Hofmühle. Bei der Bruckmühle führte eine hölzerne Brücke über die Thaya, wo auch eine Brückenmaut zu entrichten war.
Drosendorf war Amtssitz der Herrschaft Drosendorf. Die Stadt selbst wurde vom Magistrat der Stadt verwaltet, der auch die Spitalsherrschaft Drosendorf unterstand. Die Bewohner waren zumeist mittelmäßig bestiftete Bürger, die in Amtsstuben arbeiteten oder Gewerbetreibende oder Handwerker waren, schrieb Schweickhardt im 19. Jahrhundert. Die Stadt wurde über zwei Wasserleitungen mit Trinkwasser versorgt; selten kam es aber vor, dass zusätzlich Wasser aus einem 28 Klafter tiefen Drehbrunnen geschöpft werden musste.
Im Jahr 1822 wurde der Ort als Stadt mit 95 Häusern genannt, die über eine Pfarre und eine Schule verfügte. Die Herrschaft Drosendorf besaß die Ortsobrigkeit, übte die Landgerichtsbarkeit aus, besorgte die Konskription und hatte die Grundherrschaft inne.